# Сан-П'єро-ін-Кампо
Сан-П'єро-ін-Кампо — село в Тоскані, центральна Італія, адміністративно входить до складу комуни Кампо-нелл'Ельба, провінція Ліворно. Населення за даними перепису 2011 року становило 589 осіб.
Сан-П'єро-ін-Кампо розташований на острові Ельба, приблизно за 3 км від муніципального центру Марина-ді-Кампо.